# Barock-Zyklus
Der Barock-Zyklus ist eine Romanserie von Neal Stephenson. Sie besteht aus acht Romanen, die in den drei Bänden Quicksilver, The Confusion und The System of the World veröffentlicht wurden. Die Romane spielen im ausgehenden 17. und beginnenden 18. Jahrhundert und verfolgen die Entwicklung der Naturwissenschaften zu jener Zeit. Auch andere Aspekte dieser Epoche werden behandelt: Kriege, Genealogie, Wirtschaft, Wissenschaft, Politik, Astronomie werden miteinander verwoben.
Die Wahl der Namen und Tätigkeitsfelder der Protagonisten legt den Schluss nahe, dass es sich hier um die Vorfahren der Hauptpersonen aus Stephensons Cryptonomicon handelt. Eine Person, der geheimnisvolle Enoch Root, taucht in beiden Werken auf.

## „Quicksilver“
In seinem großangelegten Epos Quicksilver (bestehend aus den Romanen Quicksilver, König der Vagabunden und Odalisque), das in der Zeit der sogenannten Stuart-Restauration spielt, erzählt Stephenson vom Anbruch einer neuen Zeit, die ihre Schatten bereits voraus wirft. Inmitten eines Europas, das sich kaum von den Folgen des Dreißigjährigen Krieges erholt hat und von neuen Kriegen überzogen wird, in der Zeit der Naturphilosophie und des Empirismus, sprich dem Beginn der modernen Wissenschaft, welche aber auch die Zeit des Absolutismus und der Englisch-Niederländischen Kriege war, treffen drei grundlegend verschiedene Protagonisten aufeinander: Daniel Waterhouse Puritaner, Querdenker und Verächter der alten Geheimwissenschaften strebt mit seinem Freund Isaac Newton und einigen anderen großen Geistern des barocken Europas nach Wissen und Erkenntnis.
Zur selben Zeit steigt der Vagabund Jack Shaftoe vom Gassenjungen zum König der Landstreicher auf und nimmt schließlich als Söldner an der Schlacht um Wien teil. Dabei befreit er die weibliche Hauptfigur Eliza aus den Händen der türkischen Belagerer, die ursprünglich von Piraten aus ihrer Heimat Qwghlm (ein fiktives Archipel ähnlich der Äußeren Hebriden) entführt und als Haremsdame verkauft wurde. Eliza wird später zu einer zentralen Figur von verschiedenen Intrigen an den königlichen Höfen in Frankreich, England und den Niederlanden und Jacks einzige große Liebe. Zusätzlich verliert Jack gegen Ende des ersten Bandes durch eine Syphiliserkrankung seinen Verstand.
- Neal Stephenson: Quicksilver. Roman. Goldmann, München 2006, ISBN 3-442-46183-9.
- Neal Stephenson: Quicksilver. Arrow Books, London 2004, ISBN 0-09-941068-0.

## „Confusion“
Der zweite Band des Zyklus, Confusion, im Oktober 2006 auf Deutsch erschienen, behandelt in Bonanza die Abenteuer von Jack Shaftoe, der zwischenzeitlich in die Sklaverei geriet und mit seinen Kumpanen bei einem gewagten Abenteuer entfliehen kann. Seine Wege führen ihn einmal rund um die Welt, wobei der Autor die Gewinnung des Wootz-Stahles und die damaligen Wege von Gold und Silber aus der neuen Welt aufzeigt.
In Das Komplott werden die Geschehnisse in Europa geschildert. Insbesondere durch die Erfüllung eines Versprechens aus dem ersten Band wird Eliza in die Intrigen am französischen Hof Ludwig XIV. verwickelt und sieht sich genötigt, den Sohn des Herzogs von Arcachon zu heiraten.
Durch die Intrigen von Pater Édouard De Gex kommt es zu einem unerwarteten Finale, in dem Jack Shaftoe mit Ludwig XIV zusammentrifft und von diesem zu einem neuen Abenteuer erpresst wird, das die Grundlage für den dritten Band The System of the World bildet.
Dieser zweite Band des Zyklus trägt den Namen The Confusion, da die beiden Teil-Romane Bonanza und Das Komplott in dem Band miteinander verschmolzen sind (con-fused), wie der Autor selbst erklärt. Der Leser liest also nahezu abwechselnd ein Kapitel aus dem einen, dann ein Kapitel aus dem anderen Roman. Beide laufen zwar fast ohne Berührungspunkte nebeneinanderher, dennoch ergibt es Sinn, beide Geschichten sozusagen zeitgleich zu lesen, um in den Geschichten ebenfalls zeitnahe Geschehnisse leicht richtig einordnen zu können.
- Neal Stephenson: Confusion. Roman. Goldmann, München 2006, ISBN 3-442-54604-4.
- Neal Stephenson: The confusion. Arrow Books, London 2005, ISBN 0-09-941069-9.

## „Principia“
Der letzte Band, The System of the World (bestehend aus den Romanen Salomons Gold, Currency und Das System der Welt), erschien im Oktober 2008 auf Deutsch unter dem Titel Principia bei Random House/Manhattan.
Die Geschichte wird wieder hauptsächlich aus der Perspektive von Daniel Waterhouse erzählt und die verschiedenen Handlungsstränge noch enger verwoben und zum Abschluss gebracht. Der Roman spielt hauptsächlich in London und schildert die heftigen politischen Kämpfe zwischen der Tory- und der Whig-Partei (die beiden ersten und lange die einzigen Parteien im englischen Parlament) um die Thronfolge der kranken Königin Anne. Ferner spielt der (tatsächliche) historische Konflikt zwischen Isaac Newton und Gottfried Wilhelm Leibniz um die Urheberschaft der Infinitesimalrechnung eine wesentliche Rolle, die Newton und Leibnitz unabhängig voneinander erfunden hatten. Schließlich ist auch Jack Shaftoe, der König der Landstreicher, wieder dabei und macht seinem Titel alle Ehren.
Der Titel The System of the World ist gleichlautend mit dem Titel von Isaac Newtons dritten Band der Philosophiae Naturalis Principia Mathematica, in dem Newton die aus seiner Sicht vollständige Systematik der Welt beschreibt. Dieses System entsprach im 18. Jahrhundert etwa der Grand Unified Theory (GUT) aus der theoretischen Physik der Gegenwart.
- Neal Stephenson: Principia. Roman. Manhattan, München 2008, ISBN 978-3-442-54607-7.
- Neal Stephenson: The System of the World. Arrow Books, London 2005, ISBN 0-09-946336-9.